# Tadeusz V. Gromada
Tadeusz Włodzimierz Gromada, ang. Thaddeus Vladimir Gromada (ur. 30 lipca 1929 w Passaic, zm. 10 sierpnia 2025) – polsko-amerykański historyk i działacz polonijny.

## Życiorys
Syn górali Jana i Anieli z domu Pudzisz. Ukończył studia historyczne – doktorat z historii Europy Środkowo-Wschodniej pod kierownictwem Casimira Cecysa i Oskara Haleckiego w Fordham University w Nowym Jorku, 1966. The Slovak Question in Polish Foreign Policy 1934–1939. Główne zainteresowanie badawcze: stosunki polsko-słowackie-czeskie, polska polityka zagraniczna, dzieje polskiej emigracji, ludowa kultura podhalańska. Od 1961 roku członek Polskiego Instytutu Naukowego w Nowym Jorku (PIASA). W latach 1971–1988 sekretarz generalny, od 1991 roku dyrektor wykonawczy PIASA a w latach 2008–2011 prezes. Jednocześnie aż do przejścia na emeryturę 1992 wykładowca historii i studiów etnicznych/imigracyjnych na New Jersey City University. Był wiceprzewodniczącym i członkiem zarządu Fundacji Kościuszkowskiej w latach 1981–2009, prezesem Polsko-Amerykańskiego Stowarzyszenia Historycznego (PAHA) w roku 1984 i w latach 1996–1997. Był członkiem zagraniczny Polskiej Akademii Umiejętności (od 2016) oraz honorowym członkiem Związku Podhalan w Polsce i w Ameryce. Założył i współredagował z siostrą Janiną Gromada Kedroń kwartalnik dwujęzyczny folklorystyczny „Tatra Eagle/ Orzeł Tatrzański”. Nagrodzony w 1985 medalem im. Mieczysława Haimana, najwyższym odznaczeniem przyznawanym przez PAHA, Distinguished Service Award od American Council of Polish Culture w 2000, Krzyżem Oficerskim (1993) i Komandorskim (2000) Orderu Zasługi Rzeczypospolitej Polskiej, Krzyżem Komandorskim z Gwiazdą Orderu Odrodzenia Polski (2020) oraz odznaką „Honoris Gratia” od Prezydenta Stołecznego Miasta Krakowa w 2017.

## Wybrane publikacje

### Książki
- Essays on Poland's foreign policy 1918-1939, New York 1970
- Poland and Slovakia during the September-October Crisis of 1938, Studies in Polish Civilization, red. Damian S. Wandycz, (New York, 1971)
- Polish-Slovak Relations Between the Wars 1918-1939, Slovakia in the 19th and 20th Centuries, red. Joseph M. Kirschbaum, (Toronto, 1973)
- The Polish American Experience, Roots of America, National Education Association (wydawca) (Washington, DC, 1975
- Rola regionalizmu w życiu Polonii amerykańskiej Stan i Potrzeby Badań Nad Zbiorowościami Polonijnymi, redaktorzy Hieronim Kubiak i Andrzej Pilch, (Wrocław 1976)
- The Image of Poles in American Film and Television, Ethnic Images in American Film and Television, red. Randall M. Miller, (Philadelphia 1978)
- (wydawca) O. Halecki, Jadwiga of Anjou and the rise of East Central Europe, red. Thaddeus V. Gromada, (New York 1991)
- (redakcja) Polonia amerykańska. Przeszłość i współczesność, red. Hieronim Kubiak, Eugene Kusielewicz i Tadeusz V. Gromada, Wrocław - Kraków: Zakład Narodowy im. Ossolińskich 1988
- Report of the New Jersey Governor's Commission On Eastern and Captive Nations History, (Trenton, NJ, 1988)
- 50 th Anniversary: 1942-1992. Polish Institute of Arts & Sciences of America, New York: Polish Institute of Arts & Sciences of America 1995.
- Oskar Halecki, A history of Poland: A New Edition, with additional material by Antony Polonsky and Thaddeus V. Gromada, (New York, 1993)
- Oskar Halecki, Jadwiga Andegaweńska i kształtowanie się Europy Środkowowschodniej, przeł. Maria Borowska-Sobotka, przedm. Thaddeus V. Gromada, Kraków: Towarzystwo Autorów i Wydawców Prac Naukowych „Universitas”, cop. 2000.
- Woodrow Wilson and Self-Determination for Spisz and Orawa, Wilsonian East Central Europe red. John S. Micgiel, (New York, 1995)
- Mój Mistrz, Oskar Halecki, Oskar Halecki i Jego Wizja Europy, I, red. Małgorzata Dąbrowska, (Warszawa-Łódź 2012)
- Oskar Halecki 1891-1973: Eulogies and Reflections, red. Thaddeus V. Gromada, (Hasbrouck Heights, NJ, 2013)
- Tatra highlander folk culture in Poland and America. Collected essays from "The Tatra Eagle", Hasbrouck Heights, NJ: Tatra Eagle Press 2012.
- My Years in and Out of "The Ivory Tower", (Hasbrouck Heights, NJ 2014)

### Artykuły
- Oskar Halecki 1891-1973, „Slavic Review” 33 (1974), s. 203-204.
- Pilsudski and the Slovak Autonomists, „Slavic Review”, XXVIII No. 3, September 1969
- The Slovaks and the Failure of Beck's 'Third Europe Scheme', „Polish Review”, 14, No. 4, 1969
- Sprawa Słowacji w Polskiej Polityce Zagranicznej w Okresu Pomonachyńskiego „Biuletyn Naukowy”, Opole, 1972
- Slovak Nationalists and Poland During the Interwar Period, „East European Quarterly”, XI, No. 3, 1973
- The Contribution of Oscar Halecki to American Scholarship, „Nationalities Papers”, IV, No. 2, 1976
- Joseph Beck in the Light of Recent Polish Historiography, „Polish Review” 26, No. 3 1981
- Europe and Minority Issues: An Historical Perspective, „Polish Review” 37, No. 4, 1992
- Polish Americans and Multiculturalism, „Polish American Studies” 54, No. 4, 1997
- PIASA During the Cold War: A Historical Note on the 70th Anniversary, „Roczniak PAU” (2011/2012)
- Działalność Polskiego Instytutu Naukowego w Ameryce (Polish Institute of Arts and Sciences of America, PIASA) w okresie od czerwca 1996 do czerwca 1997, „Rocznik PAU” (1996/1997), s. 175-181.
- Annual Report of the Executive Director June 1997 – June 1998, „Polish Review” 43 (1998), z. 4, s. 497-506.
- Oskar Halecki, pierwszy dyrektor Polskiego Instytutu Naukowego w Ameryce, historyk i działacz polityczny, „Rocznik Polskiej Akademii Umiejętności” (1999/2000), s. 222—229.
- Działalność Polskiego Instytutu Naukowego w Ameryce (Polish Institute of Arts and Sciences of America, PIASA) w okresie od czerwca 1999 do czerwca 2000, „Rocznik PAU” (1999/2000), s. 193-201.
- Executive Director's Report, „Polish Review” 45 (2000), z. 4, s. 500-510.
- Executive Director's Report, „Polish Review” 46 (2001), z. 4, s. 497-503
- Działalność Polskiego Instytutu Naukowego w Ameryce (Polish Institute of Arts and Sciences of America, PIASA) w okresie od czerwca 2001 do czerwca 2002, „Rocznik PAU” (2001/2002), s. 197-207.
- Działalność Polskiego Instytutu Naukowego w Ameryce (Polish Institute of Arts and Sciences of America, PIASA) w okresie od czerwca 2002 do czerwca 2003, „Rocznik PAU” (2002/2003), s.273-280.
- Działalność Polskiego Instytutu Naukowego w Ameryce (Polish Institute of Arts and Sciences of America, PIASA) w okresie od czerwca 2003 do czerwca 2004, „Rocznik PAU” (2003/2004), s. 261-271.
- Rola i działalność Polskiego Instytutu Naukowego w Ameryce, „Przegląd Polonijny” 32 (2006), s. 85-92, sum. s. 120.
- Działalność Polskiego Instytutu Naukowego w Ameryce (Polish Insitute of Arts and Sciences of America, PIASA) w okresie od czerwca 2006 do czerwca 2007, „Rocznik PAU” (2006/2005), s. 259-270.
- Haiman and Halecki in light of the Polish Institute of Arts & Sciences of America Archives, „Polish American Studies” 63 (2006), z. 2, s.79-92.
- Rola i działalność Polskiego Instytutu Naukowego w Ameryce [w:] I Kongres Polskich Towarzystw na Obczyźnie. 8-11 września 2005, red. Małgorzata Święch-Płonka, Kraków 2007, s. 17-24.